# Diocesi di Balbura
La diocesi di Balbura (in latino Dioecesis Balburensis) è una sede soppressa del patriarcato di Costantinopoli e una sede titolare della Chiesa cattolica.

## Storia
Balbura, identificabile con Katara nell'odierna Turchia, è un'antica sede episcopale della provincia romana di Licia nella diocesi civile di Asia. Faceva parte del patriarcato di Costantinopoli ed era suffraganea dell'arcidiocesi di Mira.
La diocesi è documentata nelle Notitiae Episcopatuum del patriarcato di Costantinopoli fino al XII secolo.
Sono tre i vescovi conosciuti di questa antica sede episcopale. Filippo prese parte al concilio di Calcedonia nel 451. Nicola sottoscrisse nel 458 la lettera dei vescovi della Licia all'imperatore Leone dopo la morte del patriarca Proterio di Alessandria. Giovanni prese parte al concilio di Costantinopoli dell'879-880 che riabilitò il patriarca Fozio.
A questa diocesi Le Quien assegna anche il vescovo Ermeo, che partecipò al concilio di Costantinopoli del 381. Tuttavia, a causa di un'errata trasmissione testuale, questo vescovo è da attribuire alla diocesi di Bubon, e non di Balbura.
Dal 1933 Balbura è annoverata tra le sedi vescovili titolari della Chiesa cattolica; la sede è vacante dal 6 marzo 1969. Finora il titolo è stato assegnato a due vescovi: Guillaume Schoemaker, vicario apostolico di Purwokerto; e Placidus Gervasius Nkalanga, vescovo ausiliare di Bukoba.

## Cronotassi

### Vescovi greci
- Filippo † (menzionato nel 451)
- Nicola † (menzionato nel 458)
- Giovanni † (menzionato nell'879)

### Vescovi titolari
- Willem Schoemaker, M.S.C. † (31 maggio 1950 - 3 gennaio 1961 nominato vescovo di Purwokerto)
- Placidus Gervasius Nkalanga, O.S.B. † (18 aprile 1961 - 6 marzo 1969 nominato vescovo di Bukoba)